# 박지원 (1942년)
박지원(朴智元, 1942년 6월 5일~)은 대한민국의 정치인으로, 제14·18·19·20·22대 국회의원이다. 정계 입문 이전에는 미국에서 기업인으로 활동하였다. 제36대 문화관광부장관(1999. 5.~2000. 9.)과 제14대 국가정보원장(2020. 7.~2022. 5.)을 지냈다. 본관은 밀양이며 전라남도 진도군 출생이다.

## 생애
1942년 전라남도 진도군 고군면에서 출생하여 지난날 한때 선친(박종식)을 따라 전라남도 목포시에서 잠시 유아기를 보낸 적이 있는데 그 후 1961년 목포에서 문태고등학교를 졸업하였다.

### 사업가 시절
단국대학교를 나온 후 1970년 럭키금성상사에 입사하여 근무하다가 미국에 건너가 1972년 11월 주식회사 동서양행 뉴욕지사 지사장에 임명됐다. 이후 사업을 하였고 크게 성공하였다. 이 기간에 정치적 망명 인사였던 대한민국 제15대 대통령 김대중의 생활비를 댄 것으로 알려졌다.
1979년 5월 미국 교포 자격으로서, 수출유공자로 지정되어 최규하 당시 국무총리로부터 표창장을 받았다. 1984년 김대중이 설립한 인권문제연구소 등의 후견인이 되었고, 1987년 6월 항쟁 이후 김대중이 사면복권되고 정계에 복귀하자, 미국 영주권을 정리하고 귀국하였다.

### 정치 활동

#### 정계 입문
1992년 민주당 전국구 공천을 받아 14대 국회의원이 되었다.
1995년 9월 새정치국민회의 대변인을 거쳐 1996년 15대 총선에서 경기 부천시 소사구에 출마하였으나 신한국당의 노동운동가 출신 김문수에게 패하였다. 그후 1997년 국민회의 총재특별보좌역에 선출되었다.

#### 김대중 정부시절
김대중 정부 출범 이후 대통령직인수위원회 대변인(1997년-1998년), 청와대 대통령비서실 공보수석비서관 겸 대변인(1998년-1999년) 문화관광부 장관(1999년-2000년), 대통령비서실 정책기획수석비서관(2001년)등을 지냈다.
1999년 6월 4일 장면 총리 서거 33주년 기념일에 추기경 김수환에게 취임인사차 예방하고 김수환 추기경에게 "장면 전 총리의 포천묘소를 국립묘지로 이장할 것을 제의하면서 협조를 요청"하기도 했다. 그러나 여건이 좋지 않아 이루어지지 못하였다.
1999년 8월 문화관광부 한국문화산업진흥위원회 위원장에 선출되었다.
2002년 대통령비서실장에 취임했다.

#### 노무현 정부시절
노무현 정부 출범 이후, 2000년 남북 정상 회담 직전 불법 대북송금이 있었다는 의혹이 제기되면서 이 사건을 맡은 송두환 특검팀에 의해 2003년 6월에 구속되었으나, 2004년 11월 대법원에서 주요 혐의로 거론되었던 '현대비자금 150억 원 수수혐의'에 대해 무죄 취지의 파기환송을 함에 따라 2006년 5월 서울고등법원에서 대북 불법송금 관여(외국환거래법 위반, 직권남용)와 대기업 자금 1억 원 수수(알선수재죄)에 대한 유죄가 인정돼 징역 3년형을 선고받았다. 그 후 2007년 2월 9일 특별사면조치로 형 집행이 면제되었다.
석방 이후 2007년 3월 김대중평화센터 이사장 김대중의 비서실 실장에 선임되었다. 그리고 2007년 12월 복권되었다. 그러나 이때의 복권을 노무현 대통령이 정치적 복권을 시켜준 것이 아니냐는 주장도 제기되었다.

#### 이명박 정부시절
18대 총선에서 무소속으로 전남 목포시에 출마해 당선되면서 12년만에 원내로 복귀하게 된다. 2008년 8월 13일 민주당으로 복당하였다. 이후 민주당 정책위원회 의장을 지냈다.
2008년 10월 경북교육감 선거 관련, 뇌물수수 의혹을 사실확인하지 않고 보도한 모 방송을 고소한다고 공방을 벌이기도 했다.

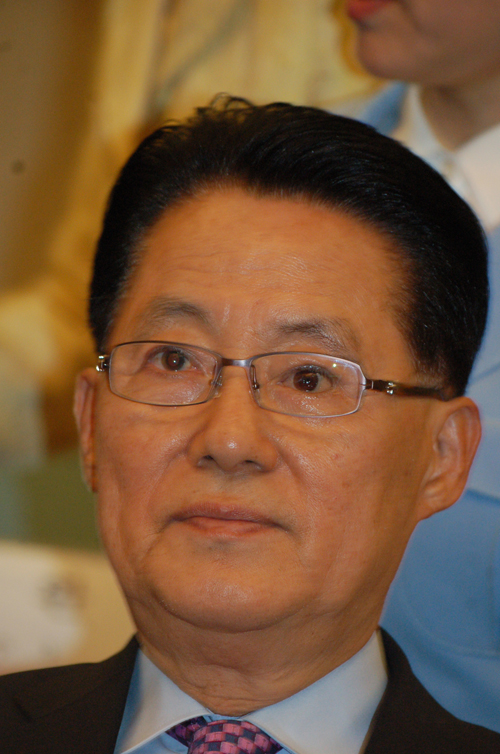
2010년 당시의 박지원

2009년 5월에는 섬 지역 학생들에 대해 3박 4일 서울 체험 행사를 지원·주관하기도 했다. 10월 30일 목포대학교에서 명예박사학위를 수령했다. 11월 일본 도쿄시에서 열린 김대중 추모식에 참석하였다.
2010년 12월에는 한나라당의 2011년 예산안 강행 처리 이후 '국회를 짓밟고 바로 다음날 개헌 이야기를 하는 것은 민주당 뿐 아니라 한나라당내 친박(친박근혜)계도 무시하는 것으로, 정치적 도의상 있을 수 없는 일'이라며 개헌을 반대하였다.

#### 박근혜 정부시절
2014년 12월 28일, 박지원은 “지금은 특정 계파(친노)의 당으로 전락하느냐, 우리 모두가 주인인 당으로 가느냐의 갈림길”이라며 “강한 야당을 만들어 2016년 총선과 2017년 대선에서 반드시 승리하겠다”고 말하며, 공식적으로 새정치민주연합 당 대표 출마를 선언하였다. 하지만 투표 결과 문재인이 당 대표에 당선되었다. 결국 안철수를 중심으로 동교동계 출신의 정치인이 합류하여 창당한 국민의당이 호남에서 28석 가운데 23석을 차지하며 석권한 대한민국 제20대 국회의원 선거에서 당선되었다.

#### 문재인 정부시절
대통령 선거 과정에서 아침마다 문재인을 비판해 '문모닝'으로 불렸던 박지원은 문재인 대통령 취임 이후 비판을 자제하고 '진보 정권 재창출'을 말하며 우호적인 입장을 드러냈다.
하지만 더불어민주당이 압승한 21대 총선에서 민생당 후보로 전남 목포시 출마했으나 더불어민주당 김원이 후보에 밀려 낙선하면서 방송 패널에 전념하였다. 이후 2020년 6월 1일 모교인 단국대학교 석좌 교수에 임명되면서 “후배 학생들에게 대북관계, 국제 정세, 국내 정치 문제를 강의하겠다. 대학 특강은 많이 했지만 교수는 처음이니 기쁘고 설렌다. 인생은 아름답고 역사는 발전한다”고 소감을 전했다.
2020년 7월 2일 오후 MBC TV 2시 뉴스외전 '박지원의 정치 전망대' 생방송에 출연해 진행자의 "다음주에 뵙겠습니다"라는 인사에 "MBC 대단히 감사했습니다"라고 대답하는 등 방송인으로 활동하던 박지원은 7월 3일 제35대 국가정보원장에 지명되었다. 2020년 7월 28일, 문재인 대통령은 박지원의 국정원장 임명을 재가했다.

## 학력
- 진도오산국민학교 졸업
- 진도중학교 졸업
- 문태고등학교 졸업
- 광주교육대학 초등교육학 전문학사
- 단국대학교 상경대학 상학과 학사

### 비학위 수료
- 고려대학교 미디어대학원 최고위언론과정 수료(1997년)

### 명예 박사 학위
- 목포대학교 명예 법학박사(2009년)
- 조선대학교 명예 경제학 박사(2010년)
- 목포해양대학교 명예 정치학 박사(2015년)

## 경력
- 1970년 <럭키금성상사> 입사
- 1972년 <동서양행> 뉴욕지사장
- 1975년 <데일리팻숀스> 대표이사
- 1980년 뉴욕한인회 회장
- 1980년 미주지역한인회 총연합회 회장
- 1985년 평화통일정책자문회의 뉴욕협의회장[22]
- 1987년 제13대 대통령 선거 평화민주당 김대중 대통령 후보 진도군 대통령선거대책위원회 위원장
- 1989년 한국인권문제연구소 이사장
- 1991년 민주당 통일국제위원회 부위원장
- 1992년 3월 26일 대한민국 제14대 국회의원 선거 당선(전국구, 민주당, 초선)
- 1992년~1995년 제14대 국회의원(전국구, 민주당, 초선)
- 1992년 민주당 수석부대변인
- 1992년 국회 문화체육공보 위원회 위원
- 1992년~1993년 민주당 대변인
- 1993년~1995년 민주당 당무위원
- 1995년 민주당 경기도 지부 부천시 소사구 지구당위원장
- 1995년 민주당 탈당
- 1995년 새정치국민회의 대변인
- 1995년 새정치국민회의 경기도 지부 부천시 소사구 지구당위원장
- 1996년~1997년 새정치국민회의 기획조정실장
- 1997년 새정치국민회의 총재특별보좌역
- 1997년 김대중 대통령직인수위원회 인수위원
- 1998년 김대중 대통령 당선자 대변인
- 1998년~1999년 대통령비서실 공보수석비서관 겸 대변인
- 1999년 제36대 문화관광부 장관
- 2001년 대통령비서실 정책기획수석비서관
- 2002년 대통령비서실 정책특별보좌관
- 2002년~2003년 제25대 대통령비서실장
- 2007년 <김대중 평화센터> 김대중 이사장 비서실장
- 2008년 대통합민주신당 입당
- 2008년 4월 9일 대한민국 제18대 국회의원 선거 당선(전남 목포시, 무소속, 재선)
- 2008년 제18대 국회의원(전남 목포시, 무소속→민주당→민주통합당, 재선)
- 2008년 국회 법사위원회 위원, 국회 정보위원회 위원, 민주당 정책위원회 의장
- 2008년 8월~2011년 12월 민주당 전라남도당 목포시 지역위원회 위원장
- 2010년 민주당 원내대표 겸 비상대책위원장
- 2010년 8월~ 2010년 10월 제2대 민주정책연구원 이사장
- 2011년 12월~2013년 5월 민주통합당 전라남도당 목포시 지역위원회 위원장
- 2012년 1월~2012년 5월 민주통합당 최고위원
- 2012년 4월 11일 대한민국 제19대 국회의원 선거 당선(전남 목포시, 민주통합당, 3선)
- 2012년 5월 4일~2012년 6월 9일 민주통합당 원내대표 겸 비상대책위원장
- 2012년 5월 4일~2012년 6월 9일 민주정책연구원 이사장
- 2012년 5월 4일~2012년 12월 21일 민주통합당 원내대표
- 2012년 5월~2016년 5월 제19대 국회의원(전남 목포시, 민주통합당→민주당→새정치민주연합→더불어민주당→무소속→국민의당, 3선)
- 2013년 5월~2014년 3월 민주당 전라남도당 목포시 지역위원회 위원장
- 2014년 3월~2015년 12월 새정치민주연합 전라남도당 목포시 지역위원회 위원장
- 2014년 9월~12월 17일 새정치민주연합 비상대책위원
- 2015년 제19대 국회 후반기 남북관계 및 교류협력 발전특별위원회 위원장
- 2015년 12월~2016년 1월 더불어민주당 전라남도당  목포시 지역위원회 위원장
- 2016년 4월 13일 대한민국 제20대 국회의원 선거 당선(전남 목포시, 국민의당, 4선)
- 2016년 5월~2020년 5월 제20대 국회의원(전남 목포시, 국민의당→무소속→민주평화당→무소속→대안신당→민생당, 4선)
- 2016년 4월 27일~2016년 12월 29일 국민의당 원내대표
- 2016년 6월 제20대 국회 전반기 운영위원회 위원
- 2016년 6월~2018년 5월 제20대 국회 전반기 법제사법위원회 위원
- 2016년 6월 제20대 국회 전반기 정보위원회 위원
- 2016년 6월~2016년 12월 국민의당 비상대책위원회 위원장
- 2016년 6월~2016년 12월 국민정책연구원 이사장
- 2017년 1월 15일~2017년 5월 10일 국민의당 당대표
- 2017년 1월 15일~2017년 5월 10일 국민정책연구원 이사장
- 2017년 4월~2017년 5월: 제19대 대통령 선거 국민의당 안철수 대통령 후보 선거대책위원회 상임선거대책공동위원장
- 2018년 7월~2020년 5월 제20대 국회 후반기 법제사법위원회 간사
- 2018년 7월 제20대 국회 대법관(김선수·이동원·노정희) 임명동의에 관한 인사청문특별위원회 위원
- 2018년 10월~2019년 8월 : 제20대 국회 후반기 사법개혁특별위원회 위원
- 2020년 6월 1일 단국대학교 석좌교수
- 2020년 7월 29일 제35대 국가정보원장
- 2020년 7월~2022년 5월 : 대통령 직속 국가지식재산위원회 당연직 위원
- 2022년 12월: 더불어민주당 복당
- 2022년 12월~ : 더불어민주당 일반고문
- 2023년~: 재단법인 김대중기념사업회 상임고문
- 2024년 4월 10일: 대한민국 제22대 국회의원 선거 당선(전남 해남군·완도군·진도군, 더불어민주당, 5선)
- 2024년 5월~: 제22대 국회의원(전남 해남군·완도군·진도군, 더불어민주당, 5선)
- 2024년 5월~: 더불어민주당 전라남도당 해남군·완도군·진도군 지역위원회 위원장
- 2024년 6월~: 제22대 국회 전반기 법제사법위원회 위원
- 2024년 6월~: 제22대 국회 전반기 정보위원회 위원
- 2024년 10월~: 더불어민주당 국가안보상황점검위원회 위원장
- 2024년 12월~2025년 4월: 더불어민주당 중앙위원회 의장
- 2024년 12월~2024년 12월: 제22대 국회 헌법재판소 재판관(마은혁·정계선·조한창) 선출에 관한 인사청문 특별위원회 위원장
- 2024년 12월~: 제22대 국회 윤석열 정부의 비상계엄 선포를 통한 내란 혐의 진상규명 국정조사 특별위원회 위원

## 가족 관계
- 배우자:이선자
- 두 딸은 각각 1983년생, 1985년생으로 1994년 모두 한국 국적을 포기하여 미국 국적이다.[23]

## 전과
- 노무현 대통령이 취임한 이후 김대중 정부의 대북송금 의혹에 대해 특검을 하면서 직권남용권리행사방해죄, 외국환거래법위반, 남북교류협력에관한법률위반, 특정범죄가중처벌등에관한법률위반(알선수재죄)로 구속되어 2006년 5월 25일 징역 3년을 선고받았다. 2007년 2월 12일 대통령이 잔형면제사면, 2008년 1월 1일 특별복권하였다.[24]
- 조부는 박헌영과 같이 정판사 위조지폐주범으로 사형 되었고 부 또한 빨치산으로 사형 됨.

## 수상
- 1983년 6월 국민훈장 동백장
- 2002년 6월 청조근정훈장
- 2005년 11월 진도군민의 상
- 2009년 11월 국회전문위원 선정 국정감사 우수위원
- 2009년 11월 국회 상임위(법사위,정보위) 의정활동 각각 1위 의원
- 2009년 11월 (사)한국지역신문협회 광주전남협의회 선정 풀뿌리 의정대상
- 2009년 12월 백봉신사상 베스트 10 선정
- 2010년 11월 NGO 모니터단 선정 국정감사 우수위원
- 2010년 12월 백봉신사상 베스트 10 선정
- 2011년 11월 (사)바른사회 밝은시민연합 18대 종합 최우수 국회의원
- 2011년 11월 (사)한국문화예술유권자총연합회의 18대 최우수 국회의원 모범상
- 2011년 11월 NGO 모니터단 선정 국정감사 우수위원
- 2011년 12월 민주통합당 자체 선정 국정감사 최우수 의원

## 역대 선거 결과
|  | 29.17% |

|  | 37.25% |

|  | 53.59% |

|  | 71.17% |

|  | 56.38% |

|  | 37.34% |

|  | 92.35% |

## 소속 정당
| 소속 정당 | 소속 정당      | 소속 기간 | 비고                |
| --------- | -------------- | --------- | ------------------- |
|           | 민주정의당     | 1981      | 입당 정계 입문 시도 |
|           | 무소속         | 1981~1987 | 탈당                |
|           | 평화민주당     | 1987~1991 | 창당 정계 입문      |
|           | 신민주연합당   | 1991      | 합당                |
|           | 민주당         | 1991~1995 | 합당                |
|           | 무소속         | 1995      | 탈당                |
|           | 새정치국민회의 | 1995~1998 | 창당                |
|           | 무소속         | 1998~1999 | 탈당                |
|           | 새정치국민회의 | 1999~2000 | 복당                |
|           | 새천년민주당   | 2000~2001 | 합당                |
|           | 무소속         | 2001~2003 | 탈당                |
|           | 새천년민주당   | 2003~2004 | 복당                |
|           | 무소속         | 2004~2008 | 제명 정계 은퇴      |
|           | 대통합민주신당 | 2008      | 입당 정계 복귀      |
|           | 통합민주당     | 2008      | 합당                |
|           | 무소속         | 2008      | 탈당                |
|           | 민주당         | 2008~2011 | 복당                |
|           | 민주통합당     | 2011~2013 | 합당                |
|           | 민주당         | 2013~2014 | 당명 변경           |
|           | 새정치민주연합 | 2014~2015 | 합당                |
|           | 더불어민주당   | 2015~2016 | 당명 변경           |
|           | 무소속         | 2016      | 탈당                |
|           | 국민의당       | 2016~2018 | 입당                |
|           | 무소속         | 2018      | 탈당                |
|           | 민주평화당     | 2018~2019 | 창당                |
|           | 무소속         | 2019~2020 | 탈당                |
|           | 대안신당       | 2020      | 창당                |
|           | 민생당         | 2020      | 합당                |
|           | 무소속         | 2020~2022 | 탈당                |
|           | 더불어민주당   | 2022~현재 | 복당                |

## 같이 보기
- 대북송금 사건
- 대한민국의 문화체육관광부 장관
- 대한민국의 국가정보원장
- 대한민국의 대통령비서실 수석비서관
- 대한민국의 대통령비서실장
- 대한민국 제14대 국회의원 선거 민주당 후보 목록#전국구
- 목포시 (2000년 선거구)
- 목포시의 국회의원
- 완도군의 국회의원
- 진도군의 국회의원
- 해남군의 국회의원
- 해남군·완도군·진도군